# James Markwick
James Markwick II (... – 1730) è stato un orologiaio inglese.
Fu un eminente orologiaio; membro della Clockmakers' Company dal 1692, divenne Master nel 1720. Era il figlio maggiore di James Markwick I (... - 1716), orologio.